# Tom Gamble
Tom Gamble, né le 7 novembre 2001 à Nottingham en Angleterre, est un pilote automobile britannique. Il participe à des épreuves d'endurance aux mains de voitures de grand tourisme ou de sport-prototypes dans des championnats tels que le Championnat du monde d'endurance, l'European Le Mans Series, l'Asian Le Mans Series, la Michelin Le Mans Cup ainsi que les 24 Heures du Mans.
Il a remporté le championnat European Le Mans Series en 2020 dans la catégorie LMP3 pour le compte de l'écurie anglaise United Autosports.

## Palmarès

### Résultats aux24 Heures du Mans
| Année | Écurie    | Copilotes                     | Voiture            | Classe   | Tours | Pos. | Class Pos. |
| ----- | --------- | ----------------------------- | ------------------ | -------- | ----- | ---- | ---------- |
| 2021  | GR Racing | Michael Wainwright Ben Barker | Porsche 911 RSR-19 | LMGTE Am |       |      |            |

### Championnat du monde d'endurance
| Année | Écurie    | Châssis            | Moteur                    | Classe   | 1        | 2   | 3   | 4   | 5   | 6   | Total points | Classement |
| ----- | --------- | ------------------ | ------------------------- | -------- | -------- | --- | --- | --- | --- | --- | ------------ | ---------- |
| 2021  | GR Racing | Porsche 911 RSR-19 | Porsche 4,0 L Flat-6 Atmo | LMGTE Am | SPA Abd. | POR | MON | LMS | FUJ | BHR | 0*           | *          |

* Saison en cours.

### Résultats enEuropean Le Mans Series
| Année | Écurie            | Châssis        | Moteur                             | Classe | 1     | 2     | 3        | 4     | 5     | 6   | Position | Points |
| ----- | ----------------- | -------------- | ---------------------------------- | ------ | ----- | ----- | -------- | ----- | ----- | --- | -------- | ------ |
| 2020  | United Autosports | Ligier JS P320 | Nissan VK56 5,6 l V8 Atmo          | LMP3   | LEC 1 | SPA 1 | LEC Abd. | MON 3 | POR 1 |     | 1re      | 94     |
| 2021  | United Autosports | Oreca 07       | Gibson GK4284,2 l V8 atmosphérique | LMP2   | BAR 3 | RBR 7 | LEC      | MON   | SPA   | POR | 1re*     | 3*     |

* Saison en cours.

### Résultats enAsian Le Mans Series
| Année     | Écurie           | Châssis                      | Moteur                         | Classe | 1      | 2      | 3     | 4        | Position | Points |
| --------- | ---------------- | ---------------------------- | ------------------------------ | ------ | ------ | ------ | ----- | -------- | -------- | ------ |
| 2019-2020 | D'Station Racing | Aston Martin Vantage AMR GT3 | Aston Martin 4,0 l V8 Bi-Turbo | GT     | SHA    | BEN    | SEP   | CHA Abd. |          | 0      |
| 2021      | D'Station Racing | Aston Martin Vantage AMR GT3 | Aston Martin 4,0 l V8 Bi-Turbo | GT     | DUB 13 | DUB 13 | ABU 7 | ABU 7    | 12e      | 13     |